# Shepton Mallet
Shepton Mallet is een civil parish in het bestuurlijke gebied Mendip, in het Engelse graafschap Somerset. De plaats telt 10.369 inwoners.